# Hemisastrapada
Hemisastrapada is een geslacht van wantsen uit de familie van de Reduviidae (Roofwantsen). Het geslacht werd voor het eerst wetenschappelijk beschreven door Livingstone & Ravichandran in 1988.

## Soorten
Het genus bevat de volgende soort:

- Hemisastrapada gandhigramensis Livingstone & Ravichandran, 1988